# Guy Vaes
Guy Vaes (Anvers, 1927 - ibidem, 2012) est un romancier, poète, essayiste, photographe et critique de cinéma belge. Membre de la bourgeoisie francophone anversoise, il fut l’un des derniers écrivains flamands d’expression française.

## Biographie
En 1956, il fit paraître chez Plon Octobre long dimanche, roman qui connaîtra une réception extrêmement élogieuse (au moins équivalente à celle du roman d'Alain Robbe-Grillet, Le Voyeur, paru la même année) et demeure aujourd'hui l'un des classiques de la littérature belge du XXe siècle ; il ne publiera plus de roman avant L'Envers en 1983. Par la suite, il se partagea entre poésie, essai, roman et travaux journalistiques (contribuant aux journaux anversois francophones La Métropole et Le Matin, ainsi qu’à l’hebdomadaire bruxellois Spécial, où il tint la rubrique cinéma). Il fut élu à l'Académie royale de langue et de littérature françaises de Belgique en 1997.

## Œuvres
- Ce qui m'appartient, poésie, Anvers, Orion, 1952.
- Octobre long dimanche, roman, Paris, Plon, 1956 (rééd. Bruxelles, Jacques Antoine (éditeur), coll. « Passé Présent », 1979).
- « Poussière d'un monde », nouvelle, dans Fiction n° 33, août 1956.
- La Flèche de Zénon. Essai sur le temps romanesque, essai, Anvers, Librairie des Arts, 1966 (rééd. Bruxelles, Labor, coll. «Poteau d'angle», 1995).
- Les Cimetières de Londres, essai, Bruxelles, Jacques Antoine, 1978.
- Le Millénium éclair, poésie, Venise, édition privée, 1981.
- L'Envers, roman, Bruxelles, Jacques Antoine, 1983 (récompensé par le prix Victor Rossel).
- Mes villes, essai, Bruxelles, Jacques Antoine, Bruxelles, 1986.
- Suite irlandaise, poésie, Bruxelles, Jacques Antoine, 1987.
- Le Regard romanesque, conférences (Chaire de poétique), Louvain-la-Neuve, Presses universitaires de Louvain, 1987.
- L'Usurpateur, roman, Bruxelles, Labor, 1994 (rééd. coll. « Espace Nord », 2006).
- La Jacobée noire, poèmes et photographies de l'auteur, Anvers, éditions Marc Poirier dit Caulier, 1996.
- L'Œil pharaonique, poèmes accompagnant les photographies d'André Janssens, Bruxelles, La Lettre volée, coll. « Poiesis », 2001.
- Les Apparences, roman, Avin, Luce Wilquin, 2001.
- Les Stratèges, roman, Avin, Luce Wilquin, 2002.
- Sigur, ou presque, roman, Académie royale de langue et de littérature françaises, 2023.